# Лавский археологический комплекс
Лавский археологический комплекс — памятник археологии XI—XIV веков на Быстрой Сосне в 1,5 км к юго-западу от села Лавы в черте г. Ельца и в 7 км к юго-западу от его исторического центра (Соборная площадь). Ядро Елецкого княжества в XIV веке.
В настоящий момент общая площадь сохранившихся участков превышает 100 га (более 10 км²). Является одним из крупнейших населенных пунктов средневековья.
Комплекс содержит находки эпохи мезолита, неолита, бронзы, городецкой культуры раннего железного века, первых веков н. э., раннего средневековья, XI—XIV вв. и XVIII — начала XIX вв.

## История изучения
Первоначально памятник археологии был открыт в 1962 году А. Д. Пряхиным. Затем с 1990 года изучался под руководством профессора ЕГУ им. Бунина Н. А. Тропиным.
Благодаря изучению этого памятника появились дополнительные свидетельства о присутствии городецкой культуры в округе г. Ельца.
По итогам многолетних исследований было выдвинута версия об особом административном статусе Лавского комплекса, как центра Елецкого княжества. На территории комплекса были сделаны множественные находки предметов вооружения, быта, свидетельств торговли. В одной из построек найдена оборотная створка бронзового литого креста-энколпиона (мощевика) начала XIII в. С территории археологического комплекса происходит т. н. «процветший крест».
Периферия археологического комплекса периодически разрушается Лавским карьером.